# Synode des évêques sur la nouvelle évangélisation pour la transmission de la foi chrétienne
 (novembre 2011).
Si vous disposez d'ouvrages ou d'articles de référence ou si vous connaissez des sites web de qualité traitant du thème abordé ici, merci de compléter l'article en donnant les références utiles à sa vérifiabilité et en les liant à la section « Notes et références ».
Le Synode des évêques sur la nouvelle évangélisation pour la transmission de la foi chrétienne est la XIIIe assemblée générale ordinaire du Synode des évêques, qui s'est déroulée au Vatican du 7 au 28 octobre 2012.

## Préparation
La tenue du synode a été annoncée par le pape Benoît XVI le 24 octobre 2010 lors de la messe concluant le Synode des évêques pour le Moyen-Orient : « Au cours des travaux de l'Assemblée, a en effet remarqué le Pape, on a souvent souligné la nécessité de proposer à nouveau l’Évangile aux personnes qui le connaissent peu, voire qui se sont éloignées de l’Église [...] Le besoin urgent d'une nouvelle évangélisation, même pour le Moyen-Orient, a souvent été évoqué", a ajouté Benoît XVI, précisant qu'il s'agit d'un thème très répandu, surtout dans les pays qui ont une christianisation ancienne ».  Cette déclaration lénifiante traduit en fait des débats vifs, un diagnostic souvent sombre et le constat de la désaffection de la pratique et de la croyance à travers le monde. 
Le Conseil pontifical pour la promotion de la nouvelle évangélisation présidé par Rino Fisichella est notamment impliqué dans la préparation de ce synode. 
Le cardinal américain  Donald William Wuerl en sera le rapporteur et l’évêque français Pierre-Marie Carré en a été nommé secrétaire spécial. 
Pour le préparer, 71 questions ont été posées aux évêques du monde entier, dans un texte appelé Lineamenta, disponible sur le site du Vatican. Leurs réponses constituent la base de travail du synode.

## Conclusions
Le synode débouche sur une série de 58 propositions. 
Sur le plan des sacrements, il est demandé aux prêtres de remettre l'accent sur celui de la pénitence et de la réconciliation, en réaffirmant le refus de l'abus des absolutions collectives, tandis que l'ordre des sacrements de l'initiation chrétienne (la place de la confirmation par rapport à la première communion) est laissé à l'appréciation des évêques
Parmi les scénarios des Lineamenta (c’est-à-dire les défis de notre temps dans lesquels les chrétiens peuvent témoigner de leur foi), n’apparaît pas la question de la sauvegarde de la Création. Néanmoins, le pape François, dans son homélie pour son installation le 19 mars 2013, a invité à « garder la création tout entière, la beauté de la création, comme il nous est dit dans le livre de la Genèse et comme nous l’a montré saint François d’Assise ».